# Moro Bitty
Moro Bitty, né le 24 août 1941 à Tiassalé et mort en juin 2019 à Abidjan, est un homme de culture, artiste, comédien et metteur en scène ivoirien. Il compte parmi l'avant-garde du théâtre moderne en Côte d'Ivoire,. Un hommage lui a été rendu en 2014 par ses pairs.

## Biographie
Moro Bitty est né le 24 août 1941 à Tiassalé dans le Sud de la Côte d'Ivoire. De 1949 à 1954, il fit ses classes primaires. À partir de 1959, il débuta ses classes artistiques à l'École d'art dramatique de Christiane Diop et Madame Jagu-Roche. En 1960, il réussit au concours d'entrée de la rue Blanche et obtient une bourse d'études. Il sort deuxième de sa promotion après deux années d'études au lieu de trois années. En 1965, il est reçu au conservatoire de France après son succès au concours d'entrée.
Après avoir joué des rôles dans plusieurs pièces de théâtre en tant que comédien et contribué à monter plusieurs spectacles théâtraux dans plusieurs pays, il rentre en Côte d'Ivoire en novembre 1967. Il est nommé assistant-professeur à l'Institut National Supérieur des Arts de l'Action Culturelle d'Abidjan. Après plusieurs mises en scène et rôle dans des pièces, il devient Directeur de l'École Nationale de théâtre en 1972. 
Ses principales mises en scène sont La tragédie du roi Christophe d'aimée Césaire en 1964 (au côté de Jean-Marie Serreau en France), La maison de Bernardin de Frederico Garcia en 1966 en Pologne, Une saison au Congo d'Aimée Césaire en 1967 au théâtre de l'Est parisien (au côté de Jean-Marie Serreau en France), Amédée ou comment s'en débarrasser en 1968 en Côte d'Ivoire (en collaboration avec Michel Launey), La leçon d'Ionesco en 1968 en Côte d'Ivoire, L'Europe inculpée d'Antoine Metembe et Tougnantigui ou le diseur de vérité d'Ahmadou Kourouma en 1972 en Côte d'Ivoire. En tant que comédien, il joue dans des pièces comme Papa bon Dieu de Louis Sapin, le Médecin Malgré lui et L'Avare de Molière ; la Tragédie du roi Christophe, Monsieur Thogo-gnini,, On se chamaille pour un siège. Après sa carrière artistique, Moro Bitty a occupé la fonction de chef de la grande famille Bitty Kokora. Il a été le représentant des Agnis Amantian. Il décède en juin 2019 à l'institut de cardiologie d'Abidjan en Côte d'Ivoire,.